# Ходова, Капитолина Ивановна
Капитоли́на Ива́новна Хо́дова (8 ноября 1918, д. Шиповая Слободка Ивановской обл. — 13 января 2005, Москва) — советский и российский лингвист, специалист в области палеославистики и синтаксиса славянских языков. Доктор филологических наук (1972), сотрудник Института славяноведения РАН.

## Биография
К. И. Ходова родилась в д. Шиповая Слободка Ивановской обл.
В 1940 году окончила ЛГПИ. В студенческие годы участвовала в диалектологических экспедициях, занималась в лингвистическом кружке Б. А. Ларина. После окончания института направлена преподавать русский язык в Учительском институте г. Абакан и Ивановском ГПИ.
В 1943—1947 гг. училась в аспирантуре на филологическом факультете МГУ. В 1952 году защитила кандидатскую диссертацию «Наблюдения в области словарного состава древнеславянского памятника („Житие Нифонта“ в русском списке 1219 г.)», где высказала гипотезу о восточноболгарском происхождении первого перевода этого жития.
В декабре 1951 года К. И. Ходова принята на работу в Институт славяноведения и балканистики АН СССР. В 1972 году защитила докторскую диссертацию на тему «Значения и функции форм склонения в старославянском языке».
С 1985 года ушла на пенсию.

## Основные публикации
- Ходова К. И. Языковое родство славянских народов (на материале словаря). — М.: Учпедгиз, 1960. — 64 с.
- Ходова К. И. Система падежей старославянского языка. — М.: АН СССР, 1963. — 159 с.
- Ходова К. И. Падежи с предлогами в старославянском языке : (Опыт семантической системы). — М.: АН СССР, 1971. — 191 с.
- Ходова К. И. Простое предложение в старославянском языке. — М.: Наука, 1980. — 296 с.